# Yéniches
Pour les articles homonymes, voir Yéniche.
Les Yéniches (en allemand : Jenische, adjectif : jenisch) ou Jeniš sont une ethnie semi-nomade d'Europe d'ascendance non formellement déterminée. Ils se sont spécialisés dans les activités de vannerie et de mercerie, ce qui leur valut le surnom de « vanniers » en Suisse romande, en Alsace, en Lorraine et ailleurs en France.
Ils ont leur propre langue, la langue yéniche, dérivée principalement de l'allemand, du yiddish et de l'hébreu et incluant également du vocabulaire romani, ce qui situe leur histoire dans l'Europe de langue germanique. On les trouve encore principalement dans les pays de langue allemande et frontaliers : en Allemagne (Rhénanie, Bavière), en Suisse (Argovie, Saint-Gall, Grisons), en Autriche (Tyrol, région de Vienne), en France (Alsace, Lorraine), au Luxembourg, en Belgique (Wallonie), en Hongrie. Ils se sont aussi installés dans le Gard, l'Ardèche, le Massif central.
Ils sont parfois assimilés aux Roms, du fait de leurs points communs : vie nomade (autrefois généralisée mais aujourd'hui partielle) en marge des sociétés sédentaires, exercice des mêmes métiers (rémouleur, ferrailleur, vannier), et parce que leur langue révèle des influences du romani. Les Yéniches ne s'identifient pas à la dernière vague migratoire de Roms, refusant d'être confondus avec une minorité mal considérée d'exilés économiques, souvent pauvres, originaires de Roumanie, Bulgarie ou pays de l'ex-Yougoslavie, où ils sont pour l'immense majorité sédentaires.

## Localisation et nombre
Environ 200 000 Yéniches vivent en Allemagne, dont 120 000 en Bavière, Rhénanie-du-Nord-Westphalie et Bade-Wurtemberg. La majorité des Yéniches d'Allemagne sont à moitié ou complètement sédentaires ; 29 000 sont des nomades, c'est-à-dire qu'ils vivent et voyagent toute l'année dans des caravanes. En Suisse, il y a 50 000 Yéniches, dont 3 500 nomades. En Autriche vivent 35 000 Yéniches, surtout au Tyrol, dans le Mühlviertel, le Waldviertel et dans le Burgenland, dont environ 3 500 sont nomades permanents. En Hongrie vivent 60 000 Yéniches, dont un nombre indéterminé de nomades. En Belgique on dénombrait, dans les années 1990, 70 000 Yéniches itinérants, le nombre de sédentaires n'étant pas connu. Au Luxembourg, ils seraient quelque 2 800.
Dans les autres pays d'Europe de l'Ouest où ils sont présents, comme la France et les Pays-Bas, on n'en connaît pas le nombre en raison de leur intégration et de leur assimilation partielle aux populations locales. Certaines communautés ont été ostracisées. D'autres ont elles-mêmes choisi un mode de vie replié, hors de toute autre communauté humaine. Cependant, d'autres se sont intégrées et assimilées de longue date, parfois depuis plus d'un demi-millénaire, aux populations locales, où les mariages mixtes ont été nombreux[réf. nécessaire].
Une des plus grosses communautés yéniches françaises se situe en Auvergne, aujourd'hui dans les départements du Puy-de-Dôme et du Cantal. Beaucoup s'y sont unis avec des Sinté (manouches) depuis le début du XXe siècle, au moins. La langue yéniche a, par la proximité des deux populations, fortement influencé le romani local et est un des traits importants du romani auvergnat.
Selon Alain Reyniers, « les Yéniches constituent aujourd'hui en France, sans doute le groupe autonome le plus important parmi les nomades ». Plusieurs familles yéniches habitent le bidonville du Ruisseau Mirabeau à Marseille, où ils se sont sédentarisés. Les communautés yéniches sont également particulièrement développées dans le Gard et en Ardèche. On retrouve quelques communautés plus restreintes dans le Vaucluse et la Drôme.
Leurs pérégrinations peuvent les mener jusqu'en Serbie ou en Estonie.

### Minorité nationale reconnue en Suisse
Seule la Suisse les reconnaît comme une minorité nationale. Le gouvernement suisse écrit dans son quatrième rapport sur la Convention cadre du Conseil de l'Europe pour la protection des minorités nationales : « Le 15 septembre 2016, le conseiller fédéral et chef du Département fédéral de l'intérieur Alain Berset, dans son discours d’ouverture de la fête traditionnelle yéniche, sinti et manouche « Feckerchilbi » (…) a exprimé que les Yéniches et les Sinti suisses sont reconnus comme une minorité nationale au sens de la Convention-cadre. Il a aussi reconnu comme légitime la demande des Yéniches et Sinti d’être nommés selon leur propre dénomination et s’est engagé à ce que la Confédération, dans le futur, les nomme « Yéniches » et « Sinti » et renonce au terme générique de « Gens du voyage ». Le chef du DFI a ajouté qu’il ne s’agissait pas de « jouer avec les mots » (« Wort-klauberei »), car « c’est avec la langue que l’on crée la réalité » (« Mit Sprache schafft man Realität »).
De plus, la culture nomade des Yéniches et des Manouches est inscrite dans la liste des traditions vivantes de Suisse. La culture des Gens du Voyage est également inscrite dans l'inventaire du patrimoine culturel immatériel des Pays-Bas et de Belgique.

## Caractéristiques culturelles et anthropologiques
Les Yéniches ont toujours été perçus selon l'esprit du temps de la société sédentaire environnante. Quatre caractéristiques demeurent, quelle que soit l'époque :
1. La langue yéniche a certes, comme toute langue, évolué au cours des siècles mais sa structure est restée la même, comme le montrent des documents remontant à 1250. En Alsace, cette langue est composée du dialecte alsacien (qui appartient au dialecte alémanique parlé en Suisse Alémanique, le Bade-Wurtemberg...) avec un vocabulaire typiquement yéniche et des mots empruntés au romani, la langue des Roms (au sens de l'URI). Les anciens métiers ayant fait la renommée de la communauté (vannerie) ont laissé plusieurs expressions (« Zeinemacher », « Wet a Wirgüle », « Zeinepflejer »...).
2. Une organisation en clans familiaux.
3. Une vie nomade.
4. Un mode de vie particulier et rude, dont certains aspects existaient encore dans les années 1980 dans le nord de l'Alsace : pour le baptême (les Yéniches sont presque uniquement catholiques en France), certains nouveau-nés étaient plongés dans la rivière Moder, les nombreux tatouages sur toutes les parties du corps étaient faits avec des cutters ou des couteaux de cuisine, mêlant cendre de bois, salive, encre et schnaps, et quelques aspects folkloriques, comme le lâcher de lapins le jour de Pâques entre Schirrein et Bischwiller.

Les Yéniches alsaciens, suisses et d'Allemagne méridionale ont des ancêtres issus des groupes variés parlant le rotwelsch ; les locuteurs du rotwelsch étaient eux-mêmes d'origines très diverses : commerçants ashkénazes parlant yiddish, mendiants, bandits, et de nombreux petits artisans et commerçants du Moyen Âge allemand. Les Yéniches français semblent pour la plupart issus de familles d'origine complètement différente, exception faite de certaines familles alsaciennes qui ont des ancêtres communs avec les Yéniches allemands, comme la famille Ehrenbogen ; mais les familles alsaciennes en question trouvent en général leurs racines de l'autre côté du Rhin.
En Alsace, la langue maternelle des Yéniches (Vanniers d'Alsace, Zeinamocher, Kalbmacher, Zeinapflejer) est un socle d'alsacien mélangé à de l'argot rotwelsch, ainsi qu'un important vocabulaire emprunté aux Manouches nomades ou sédentaires (exemples de Bischwiller dans le Bas-Rhin, ou du quartier du Neuhof à Strasbourg). On peut citer quelques patronymes yéniches donnant une idée des métiers ou des origines des ancêtres : familles Siegler (« tuilier »), Schmitt (« forgeron »), Meckes, Secula, Ehrenbogen (« laurier »), Schneider (« tailleur »), Kraemer (« épicier »), Mundschau, Remetter, Fuhrmann (« charretier »), Bodein, Feiertag.
La majorité des Yéniches sont catholiques ou protestants. Certains sont athées, agnostiques ou pratiquent d'autres religions. Ils partagent également des coutumes et des traditions communes aux autres peuples nomades.

## Histoire

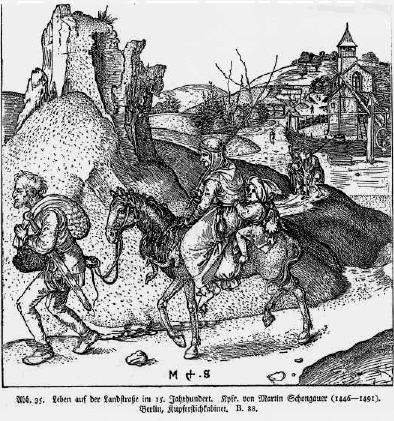
Au XVe siècle (estampe de Martin Schongauer).

On trouve des traces qui indiquent la présence de groupes Yéniches en Suisse dès le XIe siècle et en Allemagne dès le XIIIe siècle. En Suisse alémanique, l'expression fahrendes Volk (peuple itinérant) est utilisée dans le langage administratif et par les intéressés eux-mêmes et ce depuis le Moyen Âge.

### Différentes hypothèses quant à l'origine des Yéniches
Le cas des Yéniches illustre la difficulté à cerner précisément les origines de ces populations marginalisées, où les unions mixtes étaient et restent fréquentes et dont la langue est un sociolecte ou cryptolecte. Ils sont issus de divers métissages ethniques, comme la majorité des Européens.

#### Les origines celtes
En Lorraine germanophone, en Alsace et en Suisse, les populations de langue romane sont qualifiées de welches (mot dérivé du germanique Walh « étranger, non germain » à l'aide du suffixe germanique -isk, et qui a donné aussi Welsh, Walcheren, Wallons, Gaulois, Walchen ou Valaques). Comme les Welsches parlaient essentiellement des langues celtiques avant la romanisation, certains Yéniches se croient eux-mêmes d'origine celte, mais les arguments à ce sujet sont toutefois scientifiquement aussi contestés que les autres mythes sur la naissance du peuple yéniche.

#### Des voyageurs itinérants du Moyen Âge
En 1037 et en 1574, des édits laïcs et ecclésiastiques attesteraient qu'il existait des voyageurs, des mendiants et des gens libres itinérants, appelés à l'époque « Yienische » et « Freileute » dans les documents laissés par les bourgmestres et l’Église catholique dans la zone autour de l'actuelle Fribourg-en-Brisgau, dans la région d'Haslacher Feld. Ce récit qui circule sur plusieurs sites de la communauté yéniche européenne — par exemple Jéinesche Bond Lëtzebuerg — n’est pourtant nulle part soutenue par une citation précise d’un document concret. Un chercheur du Geneal-Forum, plateforme suisse reconnue de chercheurs généalogiques, déclare que les archives de la ville de Fribourg-en-Brisgau où devraient se trouver ces documents ne peuvent trouver aucun document parlant de Yéniches à l’époque.

#### Les commerçants juifs
La thèse selon laquelle les Yéniches proviendraient de groupes de commerçants itinérants juifs[réf. nécessaire] (Chochemer), se base sur les hébraïsmes de la langue yéniche et sur l'existence de similitudes non négligeables dans les noms de famille des deux communautés. Comme avec les Roms, des « passerelles linguistiques » ont certainement existé.

#### La guerre de Trente Ans
Selon une autre théorie, les Yéniches seraient issus de mélanges, lors des troubles de la guerre de Trente Ans, entre des déserteurs appauvris et un groupe d'émigrés suisses du canton de Berne au cours de la guerre des paysans allemands (Bundschuh, 1520 à 1525). Cette théorie ne cadre toutefois pas avec le fait que les Yéniches étaient, historiquement, majoritairement catholiques alors que la grande majorité des émigrés étaient des protestants (luthériens).

#### Les descendants des Khazars
Une des dernières théories en date mentionnée rapidement dans un article du Times of Israel de février 2021 fait référence à une origine khazare. Les Khazars étaient un peuple turc nomade dont l'élite s'était convertie au judaïsme par convenance politique ; le peuple de base en revanche ne s'était pas converti mais côtoyait régulièrement ces rites. Les khazars devenus juifs seraient les ancêtres de nombreuses familles juives ashkénazes (thèse du livre La Treizième Tribu). Il est suggéré alors une nouvelle hypothèse sur le nom du peuple yéniche : en turc, le mot yeni signifie nouveau (les nouveaux Khazars), la terminaison en -ich aurait pu être ajoutée en terre de langue germanique. Le mode de vie nomade des Khazars aurait été conservé par les Yéniches, ainsi que les nombreux apports de mots hébreux dans la langue yéniche. Au fil des siècles toutes sortes de vagabonds des pays germaniques, errants, ambulants, manouches, yiddish, auraient pu se greffer aux familles yéniches au fil des pérégrinations et des mariages, ce qui ferait du peuple yéniche un peuple mixte aux origines diverses, le facteur social et professionnel étant le véritable socle qui unifiait ce peuple (vannerie, métiers ambulants, itinérance).

#### Un peuple nomade mixte aux origines juives, allemandes et tziganes
Selon Paul Robert Magocsi de l'université de Toronto, l'histoire européenne est parsemée de groupes nomades marginalisés par les violences, la pauvreté, les inégalités du passé et ayant développé des cultures et langages propres tout en assimilant les influences extérieures (notamment celles d'autres groupes persécutés). Outre les Yéniches, les Roms et les Juifs itinérants, il cite les Chemineaux français, les Travellers irlandais, Houtsoules slaves, les Klephtes et les Saracatsanes grecs, les Haïdouks des Balkans. Au fil des générations et de leurs itinéraires, ces groupes peuvent recueillir les orphelins et intégrer des proscrits et fugitifs de toute origine, assimilant ainsi de nouvelles influences. Mais ils peuvent aussi être dispersés par les violences ou se séparer en raison de conflits internes. Conclusion de Magocsi : les Yéniches, comme les autres, sont bien issus de mélanges, mais plus complexes et plus étalés dans le temps et l'espace (germanophone) que dans la légende des déserteurs et des Bernois.
Selon Yaron Matras, de l'université de Manchester, la communauté yéniche a intégré, au fil des siècles, des membres de communautés minoritaires comme les Tsiganes et les Juifs qui, pour une raison ou une autre, ont quitté leurs propres communautés. Cette hypothèse est partagée par Rémy Welschinger, qui précise que « du fait des différentes guerres et des nombreuses disettes, Juifs et Yéniches ont été contraints de vivre de façon marginale en exerçant des métiers qui nécessitaient une grande mobilité » et que des « rapprochements entre les deux peuples ont pu s'établir et leurs langues se mélanger ». Dans cette hypothèse, la langue Yéniche serait principalement issue du mélange de Rotwelsch, langue des marginaux d'origine germanique, et du yiddish, langue des juifs ashkénazes, lorsque les populations itinérantes pauvres et marginalisées ont absorbé, via notamment des unions mixtes, les juifs « rejetés sur la route, à la suite des persécutions qui s’exerçaient contre eux à l'époque ». Sandrine Szwarc évoque également l'hypothèse que les yéniches sont, au moins pour certaines familles, des descendants de crypto-juifs ashkénazes.
L'écrivain Klaus Vater répond à la question « Qui sont-ils ? » dans l'article « Jenische: Das vergessene Volk » : « J'écris sur un groupe de personnes qui existe depuis des siècles et qui, comme je l'ai mentionné, possède sa propre langue et sa propre musique. Il est très probable qu'ils sont apparus lorsque, à la fin du Moyen Âge, les dépossédés, les gens sans connaissances utiles aux villes, les pauvres et les persécutés se sont réunis avec des groupes juifs, avec d'anciens mercenaires et des étrangers. Ils ont aussi rencontré des Sintis ou des Roms qui allaient vers l’Europe ».
Dans son ouvrage Tsiganes et Manouches d'Alsace, Marie-Paul Dollé consacre un chapitre aux Yéniches d'Alsace et explique qu'ils ne se reconnaissent ni comme Tziganes, Gitans, Manouches, Sinté ou Roms.

### XXesiècle
Depuis la seconde moitié XIXe siècle, entre autres à cause de la sédentarisation décrite ci-dessus, les voyageurs n'étaient plus aussi nombreux qu'au Moyen Âge.
Les Yéniches ont été socialement considérés par les communistes comme partie du sous-prolétariat (classe, selon Friedrich Engels, « la plus proche du prolétariat » mais composée d'« éléments déclassés, voyous, mendiants, voleurs, etc. »). Inversement, ils ont trouvé dans les années 1920, dans les écrits des anarchistes (comme Erich Mühsam) et des non-conformistes, une reconnaissance historique en tant qu'« exemple vivant d'une contre-société autonome et non conventionnelle ».

#### Reich allemand et période nazie
La persécution des Tsiganes en Allemagne à partir de 1899 ne visait pas exclusivement les Sintés et les Roms, mais visait également les « personnes qui se déplacent à la manière des Tsiganes », parmi lesquels les Yéniches et les personnes sans résidence permanente en général. On trouve des Yéniches dans le Livre tsigane (Zigeunerbuch), rédigé en 1905 par Alfred Dillmann (de). Ce livre contient des informations détaillées sur 3 350 personnes et fut mis à la disposition des services de police de Bavière.
Dès 1936, sous le IIIe Reich, les nomades devaient être internés à Buchenwald, Dachau, Sachsenhausen et Neuengamme. Les familles yéniches ont commencé à être enregistrées dans les archives des familles itinérantes, mais l'archivage n’était pas achevé à la fin de la Seconde Guerre mondiale,,,.
Le nombre précis de Yéniches persécutés pendant la période nazie demeure inconnu. Toutefois, cinq Yéniches auraient été déportés de Cologne et un total de 279 woonwagenbewoners (nl) (Yéniches néerlandais) sont connus pour avoir été déportés des Pays-Bas en 1944. Guenther Lewy a découvert un seul cas probable de déportation d'une femme yéniche en 1939.
Une autre victime yéniche des politiques nazies est Ernst Lossa. Il fut dès ses 10 ans envoyé dans une maison de correction à Dachau, avant d’être jugé irrécupérable et condamné et jugé « psychopathe asocial » afin d’être admis dans un institut psychiatrique, où son élimination était inéluctable. Le cas de Christian Lossa, le père d'Ernst Lossa est également documenté. Dès l'âge de 16 ans, Christian Lossa, arrêté à plusieurs reprises pour violation de la loi sur le commerce et mendicité, est finalement emprisonné du 25 janvier 1936 au 24 décembre 1938 au camp de concentration de Dachau en vertu de la loi sur le travail forcé du 29 décembre 1935. Il est de nouveau arrêté 5 mai 1939. En raison de délits mineurs, il doit purger une peine à la prison de Ludwigsburg du 7 septembre 1939 au 7 septembre 1941, mais n'est pas libéré par la suite. Après son emprisonnement, il est en effet immédiatement placé par le quartier général de la police de Stuttgart en « détention préventive », transféré de Stuttgart à Nuremberg, puis le 13 octobre 1941 au camp de concentration de Flossenbürg, en tant que « prisonnier récurrent », où il meurt le 30 mai 1942 à l'âge de 35 ans. Le médecin de la garnison SS déclara qu'une « insuffisance cardiaque due à une tuberculose pulmonaire » était la cause de son décès. Les dossiers ne permettent pas de savoir s'il dut effectuer des travaux forcés, s'il fut torturé et maltraité[pertinence contestée].

##### Commémorations et hommages
La municipalité de Giessen commémore chaque année la déportation des Yéniches et des Sintés tandis qu'un mémorial a été érigé à Fichtenau.
Des Stolpersteine sur lesquelles figurent des noms de Yéniches ont également été posées à Tuttlingen.
Le peuple yéniche est mentionné en tant que groupe persécuté dans le Mémorial aux Sintés et aux Roms européens assassinés pendant le nazisme qui se trouve depuis 2012 à Berlin.
Philippe Gidemann, né le 5 mars 1911 à Lohn (Suisse), décédé le 21 juillet 1945 à Colmar (Haut-Rhin) est un déporté tzigane, membre de la communauté yéniche. Il est décédé des suites de sa captivité. Le 12 février 2020, on lui attribue la mention « mort pour la France ».

#### En Suisse auxxesiècle
Entre 1926 et 1973, on estime que 2000 enfants yéniches ont été retirés à leurs parents par ou avec l'appui des autorités, dont environ 600 par l’œuvre d’entraide «Les Enfants de la grand-route», dirigée par Pro Juventute, une importante fondation pour la jeunesse.
Beaucoup d'entre eux ont subi des violences ou ont été exploités comme de la main d'œuvre lors de ces placements dans des centres éducatifs, foyers ou familles d'accueil.

## Quelques Yéniches célèbres
- Pierre Bodein, tueur en série français
- Stephan Eicher, chanteur suisse, de père yéniche
- Christophe Dettinger, boxeur français, champion de France de boxe des lourds-légers
- Mariella Mehr, écrivaine suisse
- Rafael Van der Vaart, footballeur néerlandais, de père yéniche
- Fränzli Waser, musicien suisse
- François Remetter, le gardien de but de l’équipe de France de football de 1958
- Julien Lorcy, boxeur champion du monde poids légers
- Kevin Mayer, champion français du décathlon
- Engelbert Wittich, poète allemand

## Œuvres sur la culture yéniche
Une saga documentaire de cinq films (Avec ou sans toi, 2001 ; Emmenez-moi, 2005 ; Je voudrais aimer personne, 2010 ; Belinda, 2017 ; Loin de vous j'ai grandi, 2021), construite autour de deux sœurs d'origine yéniche, est réalisée sur une durée de 20 ans par la réalisatrice Marie Dumora, dont la critique a salué la « fidélité cinématographique à l'ethnie juive et semi-nomade des yéniches »,.